# Calophasia albopriva
Calophasia albopriva là một loài bướm đêm trong họ Noctuidae.